# Heinrich von der Möhlen
Heinrich von der Möhlen (lateinisch Henricus) († 21. Oktober 1371 in Lüneburg) war ein Ratsherr, Ritter und Bürgermeister der Hansestadt Lüneburg.

## Leben
Heinrich von der Möhlen stammte aus der alten, angesehenen Lüneburger Ratsfamilie von der Möhlen. Er war der Sohn von Johannes von der Möhlen I., welcher 1330 Ratsherr in Lüneburg war. Dessen Ehefrau war Gerdrut, die 1359 und 1364 als Witwe erwähnt wurde. Der Großvater von Heinrich war der Lüneburger Ratsherr und Bürgermeister Albert von der Möhlen I. Heinrichs Neffe war der Lüneburger Ratsherr, Ritter und Bürgermeister Albert von der Möhlen V.
Heinrich war Ritter, 1368 Ratsherr und 1369 Bürgermeister von Lüneburg.
Er heiratete Barbara Viscule (Visculin). Ihr Sohn, Johannes V., hatte 1376 seinen Vetter Nicolaus zum Vormund.
Im Lüneburger Erbfolgekrieg versuchte Herzog Magnus II. Torquatus in der „Ursulanacht“, der Nacht des 20. auf den 21. Oktober 1371, sich der Stadt Lüneburg mit etwa 800 Rittern und Knappen mit Gewalt zu bemächtigen: Nach Überwindung der Stadtmauern wollte er sich dort in die angestammten Rechte als Fürst von Lüneburg einsetzen. Sie blieben zunächst unbemerkt, doch der Klang ihrer Waffen weckte schon bald die Bürger der Stadt Lüneburg. Die wehrfähigen Männer Lüneburgs versammelten sich auf dem Marktplatz und kämpften um ihre Stadt. In der Schlacht verloren viele Bürger ihr Leben. Im Kampf starb auch Heinrich von der Möhlen. Trotzdem gewannen die Lüneburger letztendlich.